# 台灣國護照貼紙
台灣國護照貼紙（英語：Taiwan Passport Sticker）是2015年台灣獨立運動支持者發起一款可以將中華民國護照封面的中華民國中英文國名及國徽取代為「台灣國」字樣與圖騰的貼紙。該款貼紙包括「台灣國」字樣1張及具有台灣意象的圖樣共6張，當中前者用於取代「中華民國」字樣，而後者則用於取代護照上的國徽。

## 設計理念
貼紙設計者陳致豪將台灣國貼紙詮釋為「台灣人發現『中華民國』走不出去的情況下、採行的『自力救濟』行動」。他認為該貼紙並非脫離現況的意味，而是持「反併吞姿態」拒絕中國意識，以台灣意識對抗中國意識的概念。陳致豪認為，中華民國在憲法和國際賽事名稱上不統一，對於在台灣島內外揮中華民國國旗的行為有鼓勵跟暴力禁止的相對待遇，同時「通常只在選舉的時候大聲說自己是台灣」，因此「中華民國（政府）是『錯亂的流亡政府』」。
貼紙設計人陳致豪說明其設計靈感時指出，由於中華民國護照封面上的「Republic of China」字樣常讓外國海關人員將持有者誤認為中華人民共和國國籍，導致持有人必須解釋「我是台灣人，不是中國人」。亦有民眾響應自由台灣黨主席蔡丁貴，持貼有貼紙的護照至領務局「自首」，藉此表示抗議。

## 相關護照貼紙事件
- 2015年12月，新加坡移民与关卡局已累計有三名臺灣人在各自的中華民國護照上貼有「台灣國」貼紙而拒絕其入境。對此，中華民國外交部呼籲民眾勿擅自更改護照樣貌，以降低他國執法人員辨識的困難。[5][6]
- 2015年，澳門發生首起遣返事件。
- 2016年1月起，澳门已因此拒绝15人入境，而新加坡则至少有3人被拒入境[7]。
- 2016年2月27日，兩名台灣遊客因護照上貼有「台灣國」貼紙而被香港入境事务处拒絕入境並遣返臺灣，是為首起在香港發生的相關遣返事件。[8]
- 2016年2月19日，受台灣國護照貼紙影響，香港獨立人士發起香港國護照貼紙。但香港入境處對此回應稱，任何人如果沒有合法授權而改動任何旅行證件，或有可能被判罰款15萬港元及監禁14年[9]。
- 2016年3月24日，在台南經營網路成衣品牌的高姓男子要前往日本京都參加辦公椅滑行大賽，過日本口岸時被對方要求撕掉台灣國護照貼紙，他因堅持不撕被帶到小房間，由一位入国管理局人員帶翻譯來與他溝通，雙方僵持了一會兒，他最後妥協願意撕掉，但要求貼在胸口，入国管理局也表示沒問題。[10]
- 2016年4月14日，台籍蘇姓女子（舞者）隨舞團前往澳門表演時，因個人護照封底黏著「Taiwan is My Country」（台灣是我的國家）貼紙，被當地入境事务厅遣返回臺灣[11]。
- 2017年4月，網友因持舊版護照未標註Taiwan被德國移民局及英國移民局置留盤查，英國護照檢驗官也表示「台灣就台灣，幹嘛自己弄個中國，真的很讓人困惑耶。」才使其通過移民检查[12]。

## 各方觀點立場

### 中華民國
- 中華民國外交部認為，在護照封面黏貼紙或改變字樣，可能影響出入境[1]。2015年9月，外交部部長林永樂及外交部領事事務局更在立法院答詢時指出，此行為違反《護照條例施行細則》中「護照除持照人依指示於填寫欄填寫相關資料及簽名外，非權責機關不得擅自增刪塗改或加蓋圖戳」的規定[13]。2016年5月11日，外交部長林永樂表示，護照是旅行文件，也是公文書，若國人在護照上貼台灣國貼紙，會影響台灣公信力，他對此表達疑慮。[14]。
- 2016年4月6日，林昶佐在立法院外交國防委員會質詢時，提問外交部官員：「既然護照封面上貼貼紙，會造成護照真偽的問題，那是否也要修法規範外國人來台入境時，如果護照上有貼紙，也應被我國政府約談或是遣返？」而外交部方面回應，外國人在護照上貼貼紙可以入境沒有問題，也無需做此修法。林昶佐進而認為，這說明外交部2015之修法只是針對國人，並且在護照封面黏上貼紙未必會有護照真偽之問題，應是人民的言論自由。同時表示自己旅行30多國，護照上均有貼紙標注，在國際間大多都不會遭受什麼問題[15]。
- 2016年4月6日，外交國防委員會初審決議將外交部於2015年新增的「護照封面貼紙」條款刪除[16]，但全案經院會交付協商後，截至協商期滿卻不曾邀集協商。據了解，蔡政府對此案已有不主動處理默契，全案確定「無限期擱置」。民進黨人士直言，面對兩岸問題，蔡英文總統定調「不生事」，在此原則下，可能挑起爭議的台灣國貼紙條款，「既沒時間表，整件事也完全不急」[17]。

### 美国
- 2016年2月，外交部長林永樂於立法委員尤美女質詢表示，其實美國曾明確表示過，希望我國人進入美國的時候，不要在護照封面上有任何改變，或用貼紙去掩蓋住任何文字，否則可能遭到他國遣返。但台灣國護照貼紙的维护者發信询问美國海關及邊境保衛局，回复表示「只要沒有在護照內頁更改任何東西，你就可以用那本護照入境美國。」[18]
- 中華民國國民申請入籍美國證明，在美國國土安全部網站上關於入籍美國申請辦法中，註明寫著持台灣護照的入籍申請者，原國籍將會標註為「Taiwan」，不會標註為「Taiwan, PRC」、「Taiwan, China」或「Taiwan, ROC」等[19]。台灣國護照貼紙的维护者撰文指出，美國政府公文裡說得很清楚，China是留給People’s Republic of China（中華人民共和國）的人民使用，從結果顯示，護照封面加了「Taiwan」，大幅減少台灣人在全世界移動時遇到的困擾[20]。

## 另見
- 中華民國護照
- 中國護照史
- 香港國護照貼紙
- 臺灣共和國護照

## 外部連結
- 台灣國護照貼紙
- 台灣國護照貼紙的Facebook專頁